# Suehiro Nishio
Suehiro Nishio (jap. 西尾末広 Nishio Suehiro; ur. 28 marca 1891, zm. 3 października 1981) – japoński polityk, założyciel Partii Demokratyczno-Socjalistycznej.
Nie udało mu się ukończyć szkoły średniej. W okresie wczesnej młodości pracował jako operator w fabryce zbrojeniowej. W 1919 rozpoczął tam działalność w ruchu związkowym Yfaikagi. W latach 20., jako działacz związkowy, brał udział w sporach z pracodawcami. Popierał także powstanie Socjalistycznej Partii Ludowej. W 1928 został deputowanym izby niższej parlamentu. Po II wojnie światowej zdobył mocną pozycję w tej partii, gdyż nie związał się z Stowarzyszeniem Wspierania Władzy Cesarskiej. Kontakty polityczne zapewniły mu stanowiska szefa gabinetu premiera w zdominowanym przez socjalistów rządzie T. Katayamy. Będącego u szczytu kariery Nishio uwikłano w aferę Shōwa Denkō. Postępowanie sądowe wokół tej sprawy trwało 10 lat, ale ostatecznie go zrehabilitowano. Polityk przypisywał główną rolę partyjnemu klubowi parlamentarnemu i był podejrzliwie traktowany przez wielu aktywistów lewicowych. Opowiadał się za sojuszem z USA, popierał nacjonalistów chińskich na Tajwanie i blisko wiązał się z kręgami wielkiego biznesu, przez co musiał znosić falę oskarżeń na zjeździe Partii Socjalistycznej w 1959. Suehiro Nishio zdecydował się na opuszczenie partii z grupą swoich zwolenników, by utworzyć nową partię (znaną później jako Partia Demokratyczno-Socjalistyczna). Przewodniczył jej do 1967, ale jako zasłużony mąż stanu odgrywał w niej ważną rolę aż do śmierci.